# Liste des maires de Limoux
Cet article dresse une liste par ordre de mandat des maires de Limoux.

## Liste des maires
| Période                                  | Période       | Identité                                         | Étiquette          | Qualité                                                                                               |
| ---------------------------------------- | ------------- | ------------------------------------------------ | ------------------ | --- |
| Les données manquantes sont à compléter. |               |                                                  |                    | |
| 1775                                     | 1778          | Raymond Ribes                                    |                    | |
| 1778                                     | 1780          | Hyacinthe Delmas-Savignac                        |                    | |
| 1780                                     | 1782          | Jacques Roques                                   |                    | |
| 1782                                     | 1786          | Louis de Barthe                                  |                    | |
| 1786                                     | 1790          | Marc Antoine Barthe-Delcasse                     |                    | |
| 1790                                     |               | Jean Pierre d'Uston de Villeréglan               |                    | Membre du collège électoral du département de l'Aude, président du conseil d'arrondissement de Limoux |
| 1790                                     | 1790          | Guilhaume Peyre                                  |                    | |
| 1790                                     | 1791          | Pierre Clauzel                                   |                    | |
| 1791                                     | 1791          | Jean Pierre Astruc                               |                    | |
| 1791                                     | 1792          | Pierre François Dominique Bonnet                 |                    | |
| 1792                                     | 1792          | M. Cuguillere                                    |                    | |
| 1792                                     | 1794          | M. Astruc                                        |                    | |
| 1794                                     | 1794          | Alexandre Guiraud                                |                    | |
| 1795                                     | 1795          | Jean François Adrien Cassaignau de Saint-Gervais |                    | |
| Les données manquantes sont à compléter. |               |                                                  |                    | |
| 1795                                     | 1797          | Jean François Adrien Cassaignau de Saint-Gervais |                    | |
| 1797                                     | 1797          | M. Majorel                                       |                    | |
| 1798                                     | 1798          | M. Fourn                                         |                    | |
| 1798                                     | 1799          | M. Sernin Andrieu                                |                    | |
| 1799                                     | 1799          | M. Rieutort                                      |                    | |
| 1799                                     | 1799          | M. Barthe-Huleau                                 |                    | |
| 1799                                     | 1800          | M. Sernin Andrieu                                |                    | |
| 1800                                     | 1805          | Pierre Joseph Grizou-Roudil                      |                    | |
| 1805                                     | 1808          | Jacques Dominique Jean d'Uston d'Arse            |                    | Lieutenant général, juge mage en la sénéchaussée présidiale de Limoux                                 |
| 1808                                     | 1815          | Jean Louis Espardellier                          |                    | |
| 1815                                     | 1825          | Vital de Gentil-Baichis                          |                    | |
| 1825                                     | 1830          | Jacques Guiraud-Fournil                          |                    | |
| 1830                                     | 1845          | Louis Auguste de Peyre                           |                    | Conseiller général de Limoux Député de l'Aude (1832→1848)                                             |
| 1845                                     | 1848          | Jean Michel Étienne Rivals                       |                    | |
| 1848                                     | 1848          | Pierre Rousseau Tailhan                          |                    | Conseiller général de Limoux                                                                          |
| 1848                                     | 1848          | Jean François Bernard                            |                    | |
| 1848                                     | 1849          | Hugues Martin Charles Homps                      |                    | |
| 1849                                     | 1850          | Melchior Guiraud                                 |                    | |
| 1850                                     | 1850          | Laurent François Auguste Espardellier            |                    | |
| 1851                                     |               | Jean Marc Bonsgrabier                            |                    | |
| 1851                                     |               | Melchior Guiraud                                 |                    | |
| 1853                                     |               | Paul François Auguste Espardellier               |                    | |
| 1855                                     | 1860          | Marc Gazel                                       |                    | Conseiller général de Limoux                                                                          |
| Les données manquantes sont à compléter. |               |                                                  |                    | |
| mai 1896                                 | mai 1912      | Pierre Constans-Pouzols                          |                    | Avoué Conseiller d'arrondissement puis conseiller général                                             |
| mai 1912                                 | novembre 1914 | Pierre Constans                                  | Radical            | Avoué Conseiller général de Limoux Député de l'Aude (1919→1928)                                       |
| novembre 1914                            | février 1919  | Gustave Riu                                      |                    | 1er adjoint au maire, remplace le maire Pierre Constans mobilisé                                      |
| février 1919                             | juillet 1943  | Pierre Constans                                  | Radical-socialiste | Conseiller général de Limoux                                                                          |
| octobre 1943                             | août 1944     | Louis Henri Antoine Eugène Blain                 |                    | Président de la délégation spéciale                                                                   |
| août 1944                                | novembre 1945 | Ernest Thebaut (1887-1951)                       | SFIO               | Instituteur                                                                                           |
| novembre 1945                            | octobre 1947  | Casimir Lacroux                                  | SFIO               | Conseiller général de Limoux                                                                          |
| octobre 1947                             | mai 1952      | Pierre Marius Célestin François Pailhès          | Radical            | |
| mai 1952                                 | juillet 1952  | Aristide Constans                                |                    | |
| juillet 1952                             | mars 1971     | François Clamens                                 | UDR                | Conseiller général de Limoux Député de l'Aude (1962→1967)                                             |
| mars 1971                                | 20 mars 1989  | Robert Badoc,                                    | PS                 | Conseiller général de Limoux Conseiller régional du Languedoc-Roussillon                              |
| 20 mars 1989                             | 2020          | Jean-Paul Dupré                                  | PS                 | Cadre bancaire Conseiller général de Limoux Député de l'Aude (1997→2017)                              |
| 2020                                     | En cours      | Pierre Durand                                    | PS                 | Chef d'entreprise, Conseiller départemental du canton de la région limouxine depuis 2021              |